# Edwin Southern
Sir Edwin Mellor Southern, född den 7 juni 1938 i Burnley, Lancashire, är en brittisk molekylärbiolog och professor emeritus i biokemi vid Oxfords universitet. Southern är framförallt känd för sin metod för DNA-analys, Southern blot, för vilken han vann 2005 års Laskerpris. Southern utvecklade metoden under sin tid vid Edinburghs universitet.
Southern föddes och påbörjade sin utbildning i Burnley, Lancashire, varefter han läste kemi vid University of Manchester. Han fortsatte som doktorand vid institutionen för kemi vid University of Glasgow, där han doktorerade 1962. År 1985 installerades han som professor på professuren Whitley Chair vid Oxfords universitet.